# Promozione Lombardia 1970-1971
Nella stagione 1970-1971 la Promozione era il quinto livello del calcio italiano (il massimo livello regionale). Qui vi sono le statistiche relative al campionato in Lombardia.
Il campionato è strutturato in vari gironi all'italiana su base regionale, gestiti dai Comitati Regionali di competenza. Promozioni alla categoria superiore e retrocessioni in quella inferiore non erano sempre omogenee; erano quantificate all'inizio del campionato dal Comitato Regionale secondo le direttive stabilite dalla Lega Nazionale Dilettanti, ma flessibili, in relazione al numero delle società retrocesse dal Campionato Interregionale e perciò, a seconda delle varie situazioni regionali, la fine del campionato poteva avere degli spareggi sia di promozione che di retrocessione.
Alla compilazione dei quadri stagionali il C.R.L. ammise a completamento degli organici le seguenti società:
- U.S. MORTARA (13ª classificata del girone A di Promozione);
- F.B.C. LUINO (15ª classificata del girone A di Promozione);
- U.S. DARFO BOARIO (2ª classificata del girone A di 1.a Categoria);
- U.S. CASATESE (2ª classificata del girone C di 1.a Categoria);
- F.C. IGNIS (2ª classificata del girone D di 1.a Categoria);

Gli organici furono compilati tenendo conto delle seguenti squadre retrocesse dalla Serie D:
- F.B.C. LILION SNIA di Varedo (MI), 16.o classificato nel girone B della Serie D;
- A.C. VOGHERA di Voghera (PV) 17º classificato nel girone B della Serie D;
- A.C. PRO PALAZZOLO di Palazzolo sull'Oglio (BS) 18º classificato nel girone B della Serie D;

e delle seguenti squadre promosse dal campionato di Prima Categoria:
- Girone A: U.S. GANDINESE di Gandino (BG),
- Girone B: U.S. CISANESE di Cisano Bergamasco (BG);
- Girone C: A.C. ARCORE di Arcore (MI);
- Girone D: S.S. AUDAX GAVIRATE di Gavirate (VA);
- Girone E: A.C. ABBIATEGRASSO di Abbiategrasso (MI);
- Girone F: A.S. BRONESE di Broni (PV).

Regolamento campionato:
- Le squadre (36) furono suddivise in 2 gironi di 18 squadre.
- La vincente di ogni girone è promossa in Serie D senza spareggi.
- Le ultime 4 di ogni girone retrocedono in 1.a Categoria Regionale.

## Girone A

### Squadre partecipanti
| Club                     | Città                  |
| ------------------------ | ---------------------- |
| A.C. Abbiategrasso       | Abbiategrasso (MI)     |
| A.C. Arcore PEG          | Arcore (MI)            |
| A.C. Atro Biassono       | Biassono (MI)          |
| S.S. Audax Gavirate      | Gavirate (VA)          |
| U.S. Aurora Brollo       | Desio (MI)             |
| U.S. Caratese            | Carate Brianza (MI)    |
| G.S. Carlo Mocchetti     | San Vittore Olona (MI) |
| U.S. Casatese            | Casatenovo (CO)        |
| F.B.C. Cinisello Balsamo | Cinisello Balsamo (MI) |
| U.S. Folgore Verano      | Verano Brianza (MI)    |
| F.C. Ignis               | Varese (VA)            |
| F.B.C. Lilion Snia       | Varedo (MI)            |
| F.B.C. Luino             | Luino (VA)             |
| Società Sportiva Mortara | Mortara (PV)           |
| A.C. Parabiago           | Parabiago (MI)         |
| S.S. Pro Lissone         | Lissone (MI)           |
| A.C. Rhodense Norda      | Rho (MI)               |
| F.C. Saronno             | Saronno (VA)           |

### Classifica finale
|  | Pos. | Squadra             | Pt | G  | V  | N  | P  | GF | GS | DR  |
|  | ---- | ------------------- | -- | -- | -- | -- | -- | -- | -- | --- |
|  | 1.   | Caratese            | 45 | 34 | 16 | 13 | 5  | 45 | 32 | +13 |
|  | 2.   | Audax Gavirate      | 41 | 34 | 16 | 9  | 9  | 49 | 33 | +16 |
|  | 3.   | Arcore              | 39 | 34 | 14 | 11 | 9  | 36 | 29 | +7  |
|  | 4.   | Casatese            | 37 | 34 | 11 | 15 | 8  | 31 | 23 | +8  |
|  | 5.   | Ignis               | 36 | 34 | 12 | 12 | 10 | 41 | 36 | +5  |
|  | 5.   | Mortara             | 36 | 34 | 12 | 12 | 10 | 37 | 32 | +5  |
|  | 5.   | Lilion Snia Varedo  | 36 | 34 | 11 | 14 | 9  | 33 | 29 | +4  |
|  | 5.   | Atro Biassono       | 36 | 34 | 11 | 14 | 9  | 31 | 32 | -1  |
|  | 9.   | Aurora Brollo Desio | 35 | 34 | 10 | 15 | 9  | 40 | 32 | +8  |
|  | 9.   | Saronno             | 35 | 34 | 11 | 13 | 10 | 30 | 26 | +4  |
|  | 11.  | Parabiago           | 32 | 34 | 9  | 14 | 11 | 36 | 35 | +1  |
|  | 11.  | Carlo Mocchetti     | 32 | 34 | 9  | 14 | 11 | 29 | 31 | -2  |
|  | 11.  | Luino               | 32 | 34 | 10 | 12 | 12 | 27 | 32 | -5  |
|  | 14.  | Abbiategrasso       | 31 | 34 | 10 | 11 | 13 | 38 | 37 | +1  |
|  | 15.  | Pro Lissone         | 31 | 34 | 12 | 7  | 15 | 39 | 46 | -7  |
|  | 16.  | Folgore Verano      | 29 | 34 | 8  | 13 | 13 | 27 | 39 | -12 |
|  | 17.  | Cinisello Balsamo   | 27 | 34 | 8  | 11 | 15 | 34 | 53 | -19 |
|  | 18.  | Rhodense Norda      | 22 | 34 | 6  | 10 | 18 | 25 | 51 | -26 |

Legenda:
      Promosso in Serie D.
      Retrocesso in Prima Categoria 1971-1972.
Regolamento:
Due punti a vittoria, uno a pareggio, zero a sconfitta.

## Girone B

### Squadre partecipanti
| Club                  | Città                     |
| --------------------- | ------------------------- |
| A.S. Bronese          | Broni (PV)                |
| Calcistica Romanese   | Romano di Lombardia (BG)  |
| F.B.C. Chiari         | Chiari (BS)               |
| U.S. Cisanese         | Cisano Bergamasco (BG)    |
| S.S. Dalmine          | Dalmine (BG)              |
| U.S. Darfo Boario     | Darfo Boario Terme (BS)   |
| U.S. Gandinese        | Gandino (BG)              |
| A.S.C. Leffe          | Leffe (BG)                |
| S.S. Leoncelli        | Vescovato (Italia) (CR)   |
| A.C. Lumezzane        | Lumezzane (BS)            |
| U.S. Melegnanese      | Melegnano (MI)            |
| U.S. Ponte San Pietro | Ponte San Pietro (BG)     |
| A.C. Pro Palazzolo    | Palazzolo sull'Oglio (BS) |
| A.C. Pro Piacenza     | Piacenza (PC)             |
| A.C. Sanyo            | Milano (MI)               |
| U.S. Stezzanese       | Stezzano (BG)             |
| A.C. Valtrompia       | Gardone Val Trompia (BS)  |
| A.C. Voghera          | Voghera (PV)              |

### Classifica finale
|  | Pos. | Squadra          | Pt | G  | V  | N  | P  | GF | GS | DR  |
|  | ---- | ---------------- | -- | -- | -- | -- | -- | -- | -- | --- |
|  | 1.   | Romanese         | 52 | 34 | 20 | 12 | 2  | 51 | 19 | +32 |
|  | 2.   | Leoncelli        | 51 | 34 | 20 | 11 | 3  | 48 | 18 | +30 |
|  | 3.   | Leffe            | 45 | 34 | 16 | 13 | 5  | 54 | 37 | +17 |
|  | 4.   | Pro Palazzolo    | 41 | 34 | 15 | 11 | 8  | 36 | 24 | +12 |
|  | 5.   | Voghera          | 40 | 34 | 15 | 10 | 9  | 43 | 28 | +15 |
|  | 6.   | Cisanese         | 35 | 34 | 11 | 13 | 10 | 29 | 25 | +4  |
|  | 6.   | Melegnanese      | 35 | 34 | 14 | 7  | 13 | 38 | 37 | +1  |
|  | 6.   | Lumezzane        | 35 | 34 | 13 | 9  | 12 | 43 | 47 | -4  |
|  | 9.   | Ponte San Pietro | 33 | 34 | 11 | 11 | 12 | 35 | 29 | +6  |
|  | 9.   | Gandinese        | 33 | 34 | 8  | 17 | 9  | 34 | 39 | -5  |
|  | 11.  | Pro Piacenza     | 31 | 34 | 10 | 11 | 13 | 30 | 35 | -5  |
|  | 12.  | Darfo Boario     | 30 | 34 | 8  | 14 | 12 | 23 | 28 | -5  |
|  | 13.  | Chiari           | 28 | 34 | 8  | 12 | 14 | 25 | 33 | -8  |
|  | 14.  | Stezzanese       | 28 | 34 | 8  | 12 | 14 | 29 | 40 | -11 |
|  | 14.  | Valtrompia       | 28 | 34 | 6  | 16 | 12 | 37 | 48 | -11 |
|  | 16.  | Sanyo            | 25 | 34 | 7  | 11 | 16 | 26 | 42 | -16 |
|  | 17.  | Dalmine          | 21 | 34 | 4  | 13 | 17 | 25 | 44 | -19 |
|  | 17.  | Bronese          | 21 | 34 | 7  | 7  | 20 | 23 | 56 | -33 |

Legenda:
      Promosso in Serie D.
      Retrocesso in Prima Categoria 1971-1972.
Regolamento:
Due punti a vittoria, uno a pareggio, zero a sconfitta.

### Spareggio salvezza/retrocessione
|            | Risultato |            | Luogo e data                         |  |
| ---------- | --------- | ---------- | ------------------------------------ |  |
| Valtrompia | 0 - 1     | Stezzanese | Palazzolo sull'Oglio, 20 giugno 1971 |  |
|            |           |            |                                      |  |